# Lamborghini Murciélago
Lamborghini Murciélago — це спорткари створені спеціалістами фірми Lamborghini і виготовляються з 2001 року.

## Походження назви

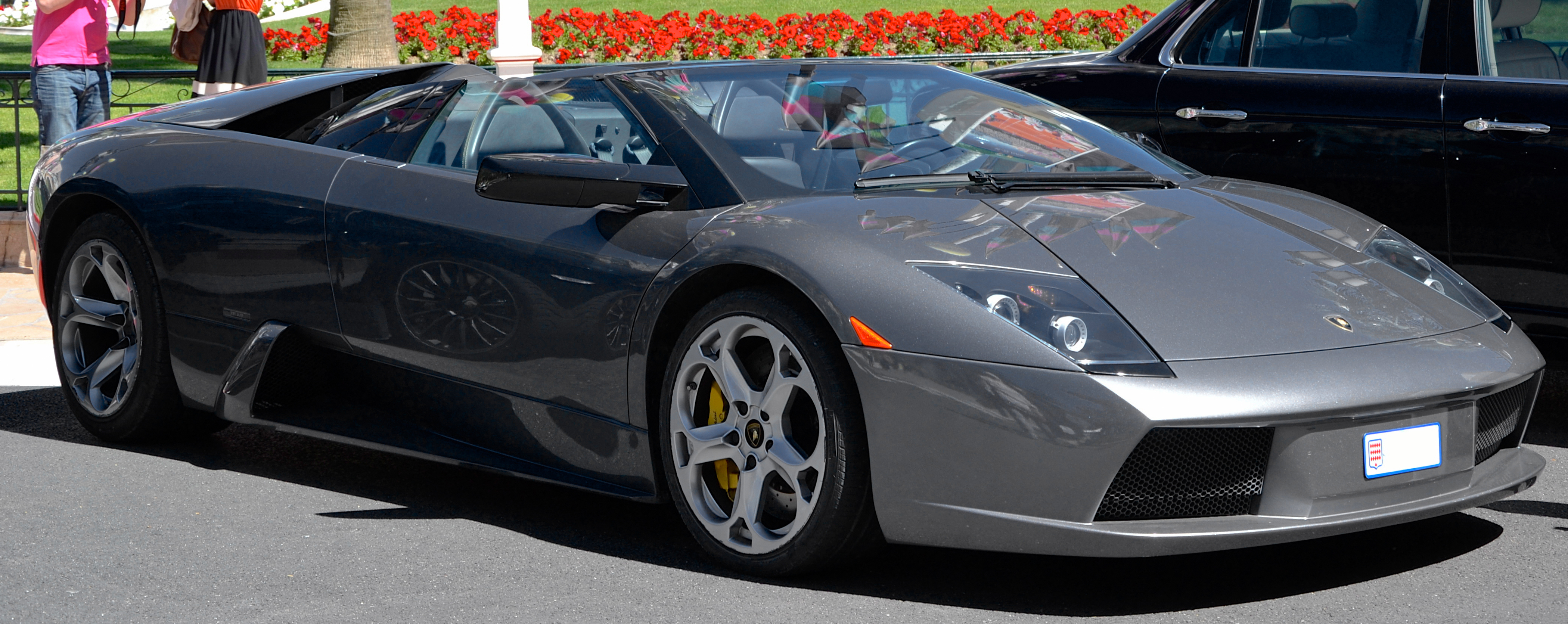
Lamborghini Murciélago Roadster

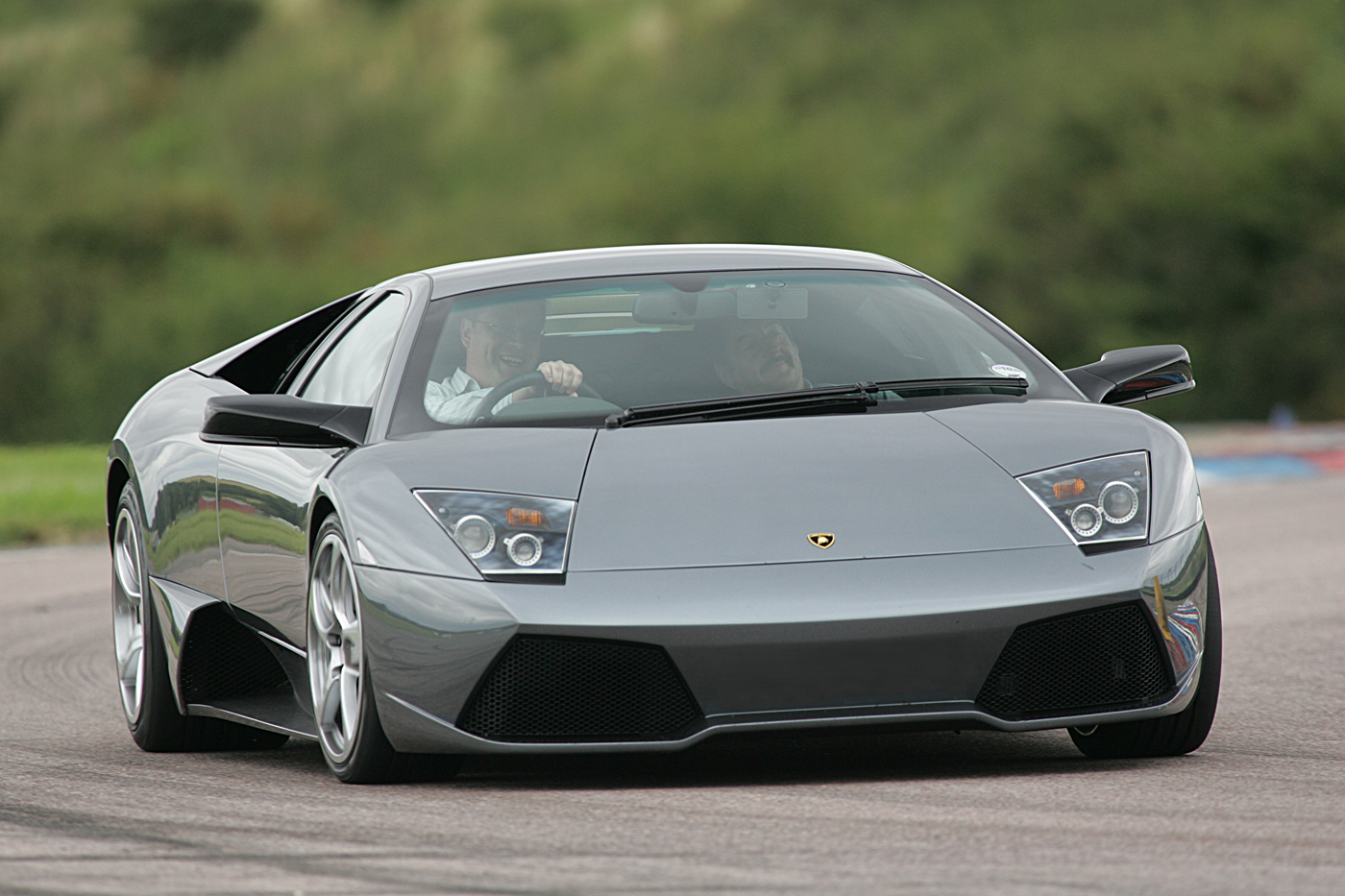
Lamborghini Murciélago LP640 (2006–2009)

Як це прийнято у Lamborghini, назва пішла з кориди. За легендою, яку представила компанія, під час бою в 1879 році на арені Кордови легендарно відомий бик на прізвисько Мурсьелаго (ісп. Murciélago, від murciélago - кажан) залишився стояти після 24 ударів мечем матадора. Вражений матадор зберіг життя бику, що є досить рідкісним явищем. Пізніше цей бик був придбаний селекціонером Антоніо Міура і поклав початок однієї з порід бойових биків. Однак ніяких документальних підтверджень цієї легенди не існує. Бики з ранчо Міура вперше взяли участь в кориді в 1849 році, за 30 років до описаного бою. Ім'я матадора і кличка бика не були відомі любителям кориди до появи автомобіля. З ветеринарної точки зору представляється малоймовірним, щоб тварина, яка отримала 24 глибоких колото-різаних рани, могла вижити після такого сильного стресу і крововтрати, не кажучи вже про розмноження.

## Опис моделі

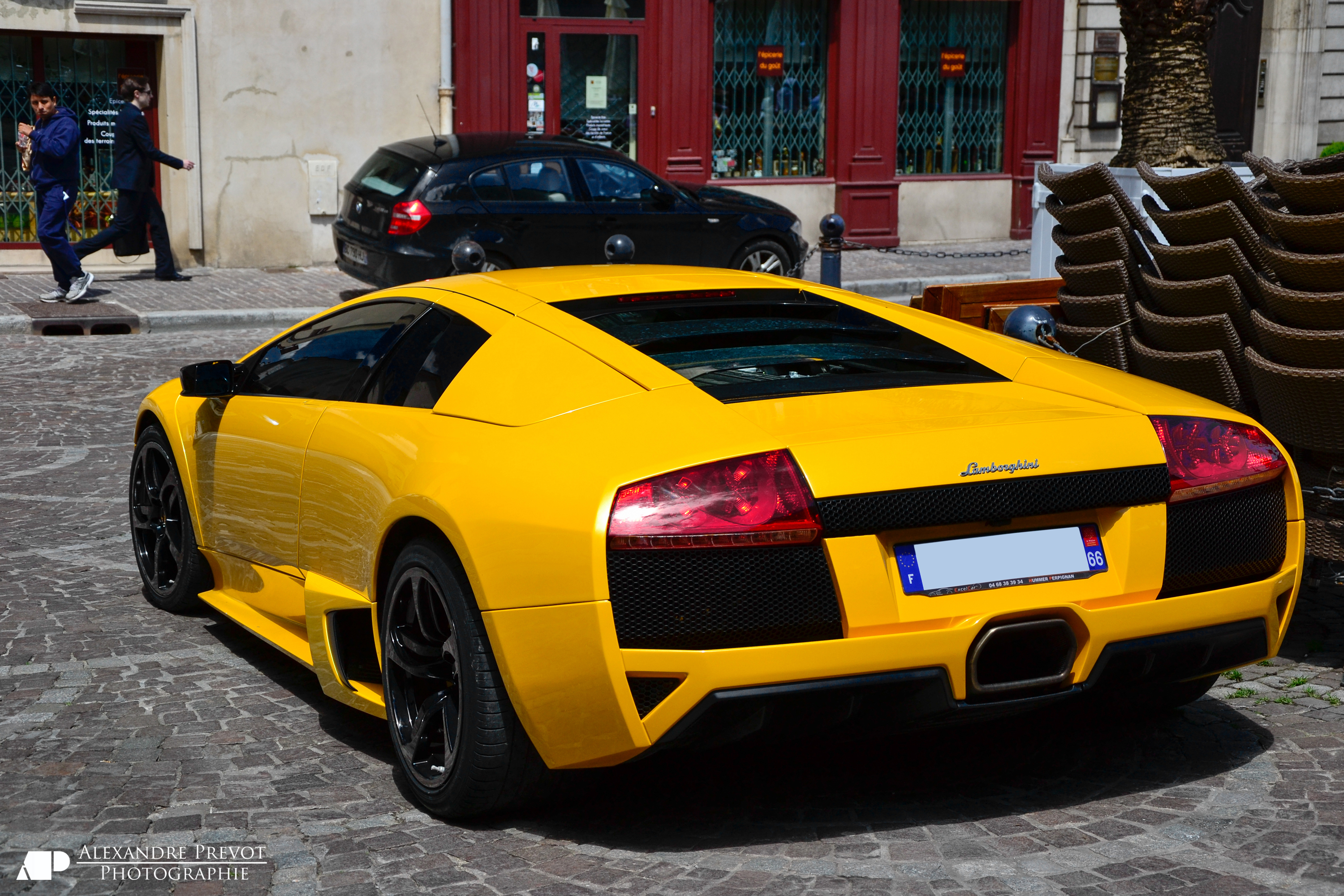
Lamborghini Murciélago LP640

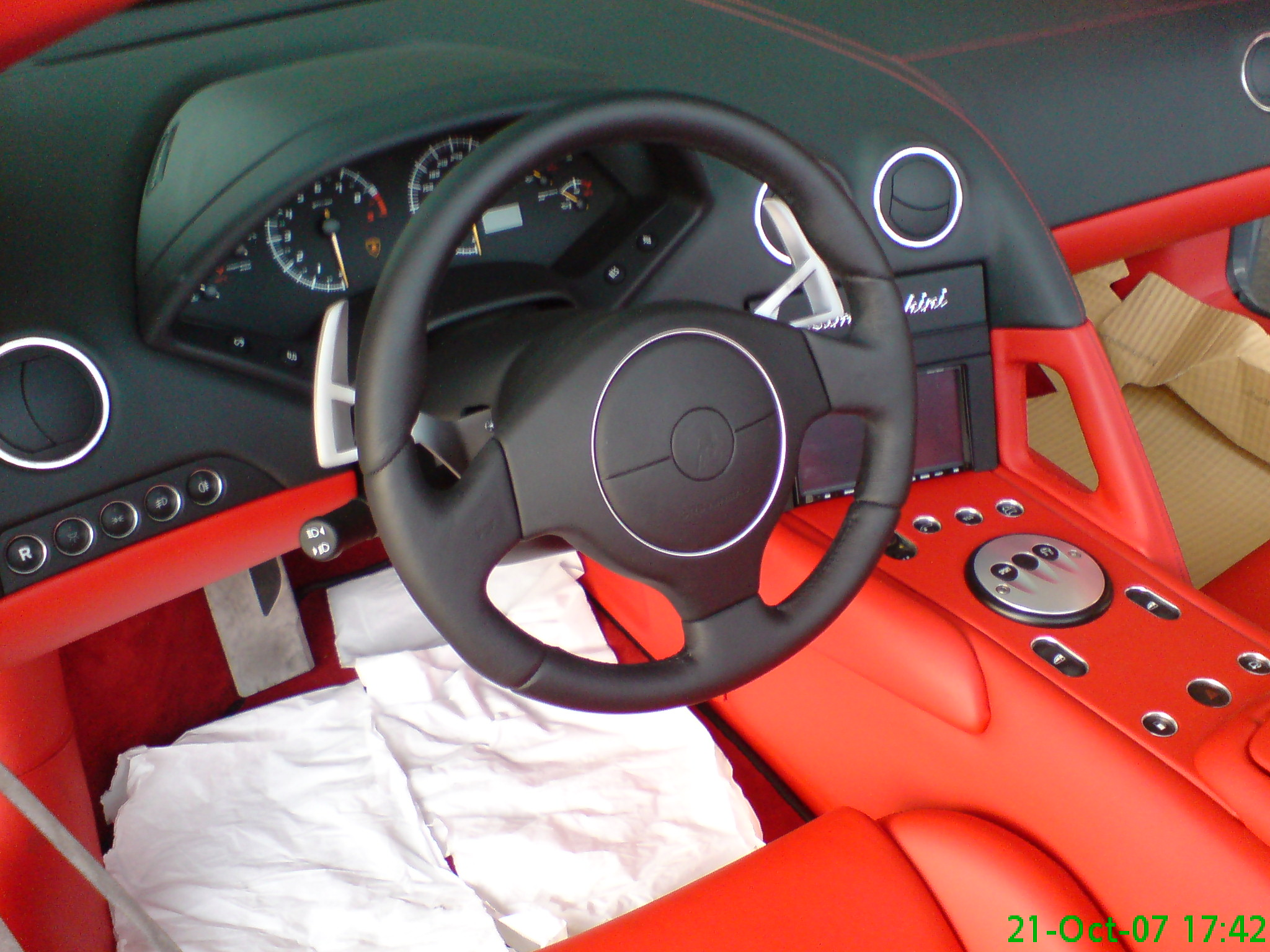
Салон

До того моменту, коли компанія Audi стала власником Lamborghini, вже був практично готовий спадкоємець моделі Lamborghini Diablo, дизайном якого займалася фірма Zagato. Автомобіль планувалося назвати Canto, але проєкт не був схвалений Фердинандом Піехом новим керівником підприємства, і він зажадав переробки. Піх також запросив до участі в проєкті дизайнерський відділ Audi і італійську компанію Bertone. Дизайн компанії Zagato був забракований знову, аналогічна доля спіткала і проєкт компанії Bertone. Таким чином, для нової моделі був обраний дизайн, запропонований дизайнером Audi, Люком Донкервольке. У порівнянні з Lamborghini Diablo, довжина автомобіля зменшилася, але простір для пасажирів збільшилася на 40 мм у висоту і 25 мм в ширину.
В автомобілі використовується двигун Lamborghini V12 об'ємом 6,2 літра, який веде свій родовід ще з часів моделі Miura. Потужність двигуна - 580 к.с. (426 кВт) при 7500 об/хв. Така потужність була досягнута завдяки новій електронній системі управління довжиною впускного тракту і регульованою фазі газорозподілу. Вперше в історії фірми в базову модель була включена 6-ступінчаста коробка передач та повний привід. За рівнем оздоблення салону і якості збірки Murcielago на голову випередила моделі конкурентів.
Автомобіль з'явився в продажу в 2001 році за ціною близько 205 000 доларів і однією з найуспішніших моделей марки в історії.
Lamborghini Murciélago LP 640 - модифікація, офіційно представлена 2006 році на 76-му автосалоні в Женеві. Основними відмінностями від базової версії Murcielago, є двигун V12, обсяг якого був збільшений з 6,2 л. до 6,5 л. Завдяки збільшенню обсягу двигуна стався приріст потужності на 60 к.с., з стандартних 580 к.с. до 640 к.с. Максимальна швидкість також зросла на 10 км/год і досягла 340 км/год (211 миль) замість 330 км/год. Розгін 0-100 км/год скоротився з 3,8 с до 3,4 с.

## Двигуни
- 6.2 L Lamborghini V12 580 к.с. (1 покоління)
- 6.5 L Lamborghini V12 640-670 к.с. (2 покоління)

## Виробництво
| Рік    | Одиниці | Murciélago | Murciélago Roadster |
| ------ | ------- | ---------- | ------------------- |
| 2001   | 65      | 65         | -                   |
| 2002   | 442     | 442        | -                   |
| 2003   | 424     | 424        | -                   |
| 2004   | 384     | 304        | 80                  |
| 2005   | 464     | 230        | 234                 |
| 2006   | 444     | 323        | 121                 |
| 2007   | 629     | 423        | 206                 |
| 2008   | 637     | 454        | 183                 |
| 2009   | 331     | 274        | 57                  |
| 2010   | 142     |            |                     |
| Всього | 3,962   |            |                     |